# Maurice van Elven
Maurice van Elven (Amsterdam, 1950) is een Nederlands componist, organist en dirigent.

## Levensloop

### Opleiding
Van Elven volgde zijn muziekstudie aan het toenmalige Muzieklyceum in Amsterdam. Hij kreeg daar orgelles van Piet Kee en Jan Raas. Hierna volgde hij nog een studie compositie bij Robert Heppener en koordirectie bij Jan Pasveer. Tot slot volgde hij aan het conservatorium in Maastricht een post-HBO-cursus Gregoriaanse muziek.

### Loopbaan
Van Elven is als organist zowel werkzaam voor de katholieke als voor de protestantse kerk. Hij werd in 1982 benoemd tot organist en dirigent Tichelkerk van de Minderbroeders Kapucijnen in Amsterdam en was enige tijd organist in de Sint-Pancratiuskerk in Sloten. In 1994 richtte hij de Gregoriaanse schola "Vox Lucina" en het vrouwenkoor PROSA Vocaal Ensemble op. Na de sluiting van de Tichelkerk eind 2004 werd hij organist van de hervormde Thomaskerk in Amsterdam-Zuid en was daar koordirigent van het Thomascantorij. Hij vervulde deze functies tot 2016. Twee keer per jaar geeft hij samen met organiste Gonny van der Maten een orgelconcert. Deze vinden onder meer plaats in de Sint-Pancratiuskerk in Amsterdam-Sloten, de Sint-Maartenskerk in Zaltbommel en de Maarten Lutherkerk in Amsterdam-Zuid.
Van Elven heeft als componist orgelmuziek en vocale muziek geschreven. Voor de katholieke liturgie componeerde hij muziek voor de St. Franciscusmis en de Adventscantate. Als muziekdocent geeft hij orgellessen aan amateur-organisten en heeft cursussen kerkelijk orgelspel verzorgd voor de Nederlandse Sint-Gregoriusvereniging. Van 1975 tot 2015 was hij muziekdocent aan de Muziekschool Amsterdam.

## Composities
- (1979) Partita super Jesu, meine Freude
- (1982) Symfonie
- (1984) Partita super Ad cenam agni providi
- (1996) Tento
- (2000) Prelude&Fugue on B-A-C-H
- (2014) Het lied van Gods aanwezigheid